# 厄尔·多德
格伦·厄尔·多德（英語：Glenn Earl Dodd，1924年11月1日—2004年10月30日），美国NBA联盟前职业篮球运动员。